# Diplotaxis flavisetis
Diplotaxis flavisetis är en skalbaggsart som beskrevs av Bates 1888. Diplotaxis flavisetis ingår i släktet Diplotaxis och familjen Melolonthidae. Inga underarter finns listade i Catalogue of Life.